# 第39回ニューヨーク映画批評家協会賞
第39回ニューヨーク映画批評家協会賞は、1973年の優秀な映画に贈られた賞である。1974年1月28日に発表された。

## 受賞
- 作品賞：
  - アメリカの夜

- 主演男優賞：
  - マーロン・ブランド - ラストタンゴ・イン・パリ

- 主演女優賞：
  - ジョアン・ウッドワード - Summer Wishes, Winter Dreams

- 助演男優賞
  - ロバート・デ・ニーロ - ミーン・ストリート

- 助演女優賞
  - ヴァレンティナ・コルテーゼ - アメリカの夜

- 監督賞：
  - フランソワ・トリュフォー - アメリカの夜

- 脚本：
  - ジョージ・ルーカス、グロリア・カッツ、ウィラード・ハイク - アメリカン・グラフィティ